# Уругуаяна / Сентру (станция метро)
«Уругуаяна» (порт. Uruguaiana) — пересадочная станция линий 1 и 2 метрополитена Рио-де-Жанейро. Станция располагается в районе Сентру города Рио-де-Жанейро. Открыта в 1980 году.
Станция имеет четыре выхода к Rua Uruguaiana, Saara (ler Presidente Vargas), Avenida Presidente Vargas и Rua Senhor dos Passos.

## Окрестности
- Церковь Канделария
- Церковь Сан-Франсиску-ди-Паула
- Церковь Святой Девы Марии Розарии и Святого Бенедикта
- Культурный центр Банка Бразилии
- Французско-бразильский дом
- Монастырь Святого Бенедикта
- Остров Фискал